# 榎戸教子
榎戸 教子（えのきど のりこ、1977年7月24日 - ）は、日本のフリーアナウンサー、実業家である。
静岡県清水市（現・静岡市清水区）出身。常葉学園大学（現・常葉大学）外国語学部スペイン語学科卒。大学在学中にスペイン国立サラマンカ大学へ留学。血液型B型。

## 人物
- 中学・高校時代は陸上部。高校時代、交換留学生としてアメリカ・カリフォルニア州へ渡航。大学時代、スペイン国立サラマンカ大学に留学（1997年8月 - 1998年9月）。学生時代に、静岡ミス本山茶（本山茶＝徳川家康に献上された茶）に選ばれ、静岡まつりでお茶壺道中の姫役を務める。また、静岡信用金庫（現在のしずおか信用金庫）のイメージキャラクターとして、テレビCMやポスターに登場していた。
- 2000年、さくらんぼテレビジョンに入社。これが縁となり、のちに「山形夢未来サポーター」に任命される。
- 2003年4月、さくらんぼテレビジョンを退職。つかこうへい劇団に11期生として入団も、1年間の研究期間の途中で脱落。
- 2004年4月 - 2008年3月、テレビ大阪のアナウンサー。地上デジタル放送推進大使を務めた。
- 2008年-2018年3月、日経CNBC専属キャスター。
- 2009年から常葉大学 非常勤講師。
- カレーが大好きで本人ブログ『カレー屋オープン(夢)』を書いていた。
- 2014年、アナウンサー事務所PICANTE（ピカンテ）を設立[4][5]。
- 2018年3月2日、第1子を懐妊したことから、『日経モーニングプラス』（BSジャパン）のキャスターを降板。産前産後休暇へ入った後に、第1子を出産した。
- 2018年10月7日、この日からBSテレビ東京（旧BSジャパン）で放送を開始した『NIKKEI日曜サロン』で、テレビ番組のキャスター業を再開。
- 2019年4月1日、『BSニュース 日経プラス10』（BSテレビ東京）のメインキャスターに就任[6]。

## 担当番組

### 現在
- NIKKEI日曜サロン（BSテレビ東京、キャスター、2018年10月7日 - 2023年3月）
- BSニュース 日経プラス10（BSテレビ東京、メインキャスター、2019年4月1日 - 2022年4月1日）
- ソウミラ（ラジオNIKKEI、キャスター、2022年6月-)
- Business EXpress（ラジオNIKKEI、パーソナリティ、2024年4月-)

### 日経CNBC時代
- NEWS ZONE（日経CNBC、メインキャスター）
- ラップトゥデイ（日経CNBC、メインキャスター）
- 日米マーケットリレー 朝エクスプレス（日経CNBC、メインキャスター、2009年5月7日 - 2010年3月26日）
- 前場NOW（日経CNBC、メインキャスター）
- 後場NOW（日経CNBC、メインキャスター）
- E morning（テレビ東京、日経CNBCコーナーマーケットキャスター、2010年 - 2011年5月）
- ザ・リーダーズ（日経CNBC）
- トコハの挑戦〜地域と共に〜（静岡第一テレビ、2014年5月25日 - 6月29日、全6回 ）
- 日経マーケットアイ（BSジャパン、2014年3月31日 - 2014年9月26日）
- 日経朝とく（BSテレビ東京、2014年9月29日 - 2015年3月27日）
- 日経モーニングプラス（BSジャパン、メインキャスター 2015年3月30日 - 2018年3月2日）
- Mプラス11（テレビ東京、マーケットキャスター）

### さくらんぼテレビジョン時代
- SAYスーパーニュース（土日キャスター）
- SAYスーパーニュース（平日天気予報）
- SAY's セレクション
- 27時間テレビ（フジテレビ）

### テレビ大阪時代
- ニュースBIZ（2006年4月 - 2008年4月9日）メインキャスター
- Vダッシュ!!セレッソ - リポーター
- ニュースα
- Qっとサイエンス - リポーター
- ボランティア21 - ナレーター、フリー転向後はリポーターも
- フットボール汗
- 特番
  - 近畿の元旦
  - 天神祭中継
  - 御堂筋パレード
  - 選挙特番